# روکا دی متسو
روکا دی متسو (به ایتالیایی: Rocca di Mezzo) یک منطقهٔ مسکونی در ایتالیا است که در استان لاکویلا واقع شده‌است.

## خصوصیات
روکا دی متسو ۸۶٫۹۵ کیلومترمربع مساحت و ۱٬۵۵۶ نفر جمعیت دارد و ۱٬۳۲۹ متر بالاتر از سطح دریا واقع شده‌است.